# Psychotria voluta
Psychotria voluta är en måreväxtart som beskrevs av Adolph Daniel Edward Elmer. Psychotria voluta ingår i släktet Psychotria och familjen måreväxter. Inga underarter finns listade i Catalogue of Life.